# Giorgio di Brunswick-Lüneburg
Giorgio di Brunswick-Lüneburg (Celle, 17 novembre 1582 – Hildesheim, 2 aprile 1641) fu duca di Brunswick-Lüneburg.

## Biografia
Egli era figlio di Guglielmo il Giovane di Brunswick-Lüneburg, e di sua moglie, Dorotea di Danimarca, figlia del Re Cristiano III di Danimarca. Suo padre aveva ereditato il principato di Lüneburg nel 1559. Nei suoi ultimi anni non fu in grado di governare e il governo del principato venne gestito dalla moglie Dorotea. Quando morì nel 1592, gli successe il figlio maggiore Ernesto II.

## Carriera
A quel tempo, Giorgio studiava all'Università di Jena. Nel 1604 si unì alle forze di Maurizio di Nassau. Dal 1608 intraprese viaggi in Francia e in Italia. Nel 1611 prese parte alla guerra di Kalmar.
Nel 1617, dopo una lunga disputa, la Camera Imperiale stabilì che la successione della linea Grubenhagen, estinta dal 1596, sarebbe stata assegnata ai figli di Guglielmo "il Giovane". Confermata dall'imperatore Mattia I d' Asburgo, la scelta ricadde sul fratello minore Giorgio, che trasferì la sua residenza al castello di Herzberg.
Insoddisfatto della sua situazione politica durante la Guerra dei trent'anni, entrò al servizio del re Gustavo II Adolfo. Avendo conseguito il diploma di ufficiale il 21 aprile 1631, prestò servizio nell'esercito svedese; dopo la morte del re, su autorità del cancelliere Axel Oxenstierna, prese il comando delle forze in Bassa Sassonia e Vestfalia. Nel marzo 1633, assediò la città di Hamelin e sconfisse gli Imperiali nella battaglia di Oldendorf. L'anno successivo Giorgio di Brunswick e Axel Oxenstierna furono ammessi alla Società dei fruttificatori dal principe Luigi di Anhalt-Köthen.
Nel luglio 1634, le truppe di Giorgio occuparono la città di Hildesheim dove egli si stabilì nel castello della residenza episcopale accanto alla cattedrale. Nel 1635 aderì alla Pace di Praga.

## Regno
Con la morte senza eredi maschi del duca Federico Ulrico di Brunswick-Lüneburg nel 1634, avvenne una nuova divisione ereditaria dei domini dei Guelfi: quando il principato di Brunswick-Wolfenbüttel passò a suo cugino Augusto II, il principato di Calenberg (che comprendeva Gottinga dal 1495) cadde su Giorgio e suo fratello maggiore Augusto I di Brunswick-Lüneburg. Dopo la morte di Augusto I nel 1636, Giorgio regnò su Calenberg, mentre suo fratello minore Federico IV ricevette il principato di Lüneburg.
Fu il primo duca di Brunswick-Lüneburg a stabilirsi ad Hannover dove costruì la sua residenza sulle rive della Leine.

## Matrimonio
Giorgio sposò, il 14 dicembre 1617 Anna Eleonora di Assia-Darmstadt (30 luglio 1601-6 maggio 1659), figlia di Luigi V d'Assia-Darmstadt. Ebbero otto figli:
- Maddalena di Brunswick-Lüneburg (nata e morta il 9 agosto 1618);
- Cristiano Luigi, duca di Brunswick-Lüneburg (25 febbraio 1622–15 marzo 1665), sposò Sofia Dorotea di Schleswig-Holstein-Sonderburg-Glücksburg, non ebbero figli;
- Giorgio Guglielmo, duca di Brunswick-Lüneburg (26 gennaio 1624–28 agosto 1705), sposò Éléonore d'Esmier d'Olbreuse, ebbero una figlia, Sofia Dorotea di Celle, moglie del futuro re Giorgio I di Gran Bretagna.
- Giovanni Federico, duca di Brunswick-Lüneburg (25 aprile 1625–18 dicembre 1679), sposò Benedetta Enrichetta del Palatinato, ebbero quattro figlie;
- Sofia Amelia di Brunswick e Lüneburg (24 marzo 1628–20 febbraio 1685), sposò re Federico III di Danimarca, ebbero otto figli;
- Dorotea Maddalena si Brunswick-Lüneburg (1629-17 novembre 1630);
- Ernesto Augusto, elettore di Hannover (20 novembre 1629–23 gennaio 1698), sposò Sofia del Palatinato, ebbero sette figli, tra cui Giorgio I di Gran Bretagna;
- Anna Maria Eleonora di Brunswick-Lüneburg (20 novembre 1630-13 novembre 1666).

## Ascendenza
|                                            |                         |                                   | Genitori                          |  |  | Nonni |  |  | Bisnonni                     |  |  | Trisnonni                      |  |
|                                            |                         |                                   |                                   |  |  |       |  |  | Enrico di Brunswick-Lüneburg |  |  | Ottone V di Brunswick-Lüneburg |  |
|                                            |                         |                                   |                                   |  |  |       |  |  | Enrico di Brunswick-Lüneburg |  |  | Ottone V di Brunswick-Lüneburg |  |
|                                            |                         | Anna di Nassau                    |                                   |  |  |       |  |  | Enrico di Brunswick-Lüneburg |  |  |                                |  |
| Ernesto I di Brunswick-Lüneburg            |                         |                                   |                                   |  |  |       |  |  | Enrico di Brunswick-Lüneburg |  |  |                                |  |
|                                            |                         | Margherita di Sassonia            | Ernesto di Sassonia               |  |  |       |  |  |                              |  |  |                                |  |
|                                            |                         | Margherita di Sassonia            | Ernesto di Sassonia               |  |  |       |  |  |                              |  |  |                                |  |
|                                            |                         | Margherita di Sassonia            | Elisabetta di Baviera             |  |  |       |  |  |                              |  |  |                                |  |
| Guglielmo il Giovane di Brunswick-Lüneburg |                         | Margherita di Sassonia            |                                   |  |  |       |  |  |                              |  |  |                                |  |
|                                            |                         | Enrico V di Meclemburgo-Schwerin  | Magnus II di Meclemburgo-Schwerin |  |  |       |  |  |                              |  |  |                                |  |
|                                            |                         | Enrico V di Meclemburgo-Schwerin  | Magnus II di Meclemburgo-Schwerin |  |  |       |  |  |                              |  |  |                                |  |
|                                            |                         | Enrico V di Meclemburgo-Schwerin  | Sofia di Pomerania-Wolgast        |  |  |       |  |  |                              |  |  |                                |  |
| Sofia di Meclemburgo-Schwerin              |                         | Enrico V di Meclemburgo-Schwerin  |                                   |  |  |       |  |  |                              |  |  |                                |  |
|                                            |                         | Ursula del Brandeburgo            | Giovanni I di Brandeburgo         |  |  |       |  |  |                              |  |  |                                |  |
|                                            |                         | Ursula del Brandeburgo            | Giovanni I di Brandeburgo         |  |  |       |  |  |                              |  |  |                                |  |
|                                            |                         | Ursula del Brandeburgo            | Margherita di Sassonia            |  |  |       |  |  |                              |  |  |                                |  |
| Giorgio di Brunswick-Lüneburg              |                         | Ursula del Brandeburgo            |                                   |  |  |       |  |  |                              |  |  |                                |  |
|                                            | Federico I di Danimarca | Cristiano I di Danimarca          |                                   |  |  |       |  |  |                              |  |  |                                |  |
|                                            | Federico I di Danimarca | Cristiano I di Danimarca          |                                   |  |  |       |  |  |                              |  |  |                                |  |
|                                            | Federico I di Danimarca | Dorotea di Brandeburgo-Kulmbach   |                                   |  |  |       |  |  |                              |  |  |                                |  |
| Cristiano III di Danimarca                 | Federico I di Danimarca |                                   |                                   |  |  |       |  |  |                              |  |  |                                |  |
|                                            |                         | Anna del Brandeburgo              | Giovanni I di Brandeburgo         |  |  |       |  |  |                              |  |  |                                |  |
|                                            |                         | Anna del Brandeburgo              | Giovanni I di Brandeburgo         |  |  |       |  |  |                              |  |  |                                |  |
|                                            |                         | Anna del Brandeburgo              | Margherita di Sassonia            |  |  |       |  |  |                              |  |  |                                |  |
| Dorothea di Danimarca                      |                         | Anna del Brandeburgo              |                                   |  |  |       |  |  |                              |  |  |                                |  |
|                                            |                         | Magnus I di Sassonia-Lauenburg    | Giovanni V di Sassonia-Lauenburg  |  |  |       |  |  |                              |  |  |                                |  |
|                                            |                         | Magnus I di Sassonia-Lauenburg    | Giovanni V di Sassonia-Lauenburg  |  |  |       |  |  |                              |  |  |                                |  |
|                                            |                         | Magnus I di Sassonia-Lauenburg    | Dorotea di Hohenzollern           |  |  |       |  |  |                              |  |  |                                |  |
| Dorotea di Sassonia-Lauenburg              |                         | Magnus I di Sassonia-Lauenburg    |                                   |  |  |       |  |  |                              |  |  |                                |  |
|                                            |                         | Caterina di Braunschweig-Lüneburg | Enrico IV di Brunswick-Lüneburg   |  |  |       |  |  |                              |  |  |                                |  |
|                                            |                         | Caterina di Braunschweig-Lüneburg | Enrico IV di Brunswick-Lüneburg   |  |  |       |  |  |                              |  |  |                                |  |
|                                            |                         | Caterina di Braunschweig-Lüneburg | Caterina di Pomerania-Wolgast     |  |  |       |  |  |                              |  |  |                                |  |
|                                            |                         | Caterina di Braunschweig-Lüneburg |                                   |  |  |       |  |  |                              |  |  |                                |  |